# Белышевский район
Белышевский район — административно-территориальная единица в составе Нижегородского края, существовавшая в 1929—1931 годах. Центр — село Белышево.
Белышевский район был образован в июле 1929 года в составе Шарьинского округа Нижегородского края.
В состав района вошли следующие территории бывшего Ветлужского уезда:
- из Белышевской волости: Белышевский, Возненсенский, Волынцевский, Исаихинский, Катунинский, Козлихинский, Медведовский, Хуторской, Чернавский с/с
- из Новопокровской волости: Краснопудский, Пронихский, Тумбасовский, Туранский, Фабричный с/с
- из Стрелецкой волости: Антонихинский, Галкинский, Горкинский, Мошкинский, Скулябихский с/с.

23 августа 1929 года Антонихинский и Горкинский с/с были переданы в Варнавинский район.
27 июля 1931 года Белышевский район был упразднён, а его территория в полном составе передана в Ветлужский район.